# Faltschonhorn
Faltschonhorn – szczyt w Alpach Lepontyńskich, części Alp Zachodnich. Leży w Szwajcarii w kantonie Gryzonia, blisko granicy z Włochami. Należy do podgrupy Alpy Adula.